# Nihonjinron
Il termine nihonjinron (日本人論) significa "teorie sui giapponesi" e indica un insieme di testi di sociologia e psicologia pubblicati in Giappone dal dopoguerra sino ai giorni nostri il cui obiettivo è spiegare le particolarità della cultura e della mentalità giapponesi, soprattutto tramite confronti con le culture extragiapponesi, in particolar modo europee e statunitensi. Tali testi hanno in comune una visione del Giappone (esposta più sotto), e il termine nihonjinron può essere usato anche per riferirsi a questa visione. In tal senso si può parlare di nihonjinron anche per libri scritti da autori non giapponesi che, tuttavia, ne condividano i principi.
Nihonjinron è il termine più usato. Definizioni alternative sono:
- shinfūdoron (新風土論): "nuove teorie sul clima" (sottinteso: e sulla sua influenza sulle popolazioni)
- nihonbunkaron (日本文化論): "teorie sulla cultura giapponese"
- nihonshakairon (日本社会論): "teorie sulla società giapponese"
- nihonron (日本論): "teorie sul Giappone"

Esempi di testi nihonjinron pubblicati in lingua italiana:
- Benedict, Ruth, Il crisantemo e la spada - Modelli di cultura giapponese, Milano: Rizzoli, 1991
- Doi, Takeo, Anatomia della dipendenza, Milano: Raffaello Cortina, 1991.
- Nakane, Chie, La società giapponese, Milano: Raffaello Cortina, 1992.

## Origini storiche delnihonjinron
Le radici del nihonjinron possono essere rintracciate nel XVIII secolo, con il movimento del kokugaku (国学, lett. "studi nazionali"). Il kokugaku, partendo da un forte interesse per la filologia, ha come suoi obiettivi il recupero della letteratura classica giapponese (con opere come, ad esempio, Genji monogatari), sino ad allora considerata di scarso valore estetico, e, più in generale, l'individuazione e la valorizzazione dell'essenza originaria della cultura Giappone, per liberarla dalle incrostazioni e influssi subìti da quella cinese.
Nella seconda metà del XIX secolo il Giappone si apre a Stati Uniti ed Europa, cade il bakufu, e viene accolta la sfida dell'industrializzazione. Il termine di confronto ora non è più la Cina ma la cosiddetta "modernità occidentale". Sino agli anni venti si può assistere a una continua oscillazione tra grandi entusiasmi per tutto quel che proviene dall'estero ("Il Giappone deve rinascere, con l'America per nuova madre e la Francia per padre"), violento rigetto per la cultura straniera e tortuosi tentativi di conciliazione (wakon yōsai (和魂洋才): "spirito giapponese e sapere occidentale").
L'avvento del regime autoritario degli anni trenta, tuttavia, segna il definitivo affermarsi di un'ideologia che proclama come irrinunciabili e assoluti i principi ancestrali del paese, incarnati nella figura dell'Imperatore cui ogni suddito deve un'obbedienza totale, incondizionata e svincolata da qualsiasi principio di legalità.
Il vero e proprio nihonjinron si sviluppa, come già detto, successivamente alla Seconda guerra mondiale. Il suo obiettivo non è soltanto la riconferma dell'identità nazionale di fronte alle nuove ondate dell'industrializzazione e alla costruzione di uno Stato democratico. Il nihonjinron si sviluppa entro i sempre più fitti rapporti culturali ed economici soprattutto con gli Stati Uniti e nella necessità e volontà di fornire una spiegazione culturale ai boom economici che il Giappone vive, in due fasi, lungo gli anni sessanta e anni ottanta. Se dunque, sino a questo momento, le caratteristiche proprie della cultura nipponica sono state viste come un ostacolo, un residuo retrivo e arcaico da cui liberarsi per poter accedere alla modernità, ora il nihonjinron individua queste stesse caratteristiche come le cause principali del successo economico del paese. In seguito, specialmente negli anni ottanta, i forti attriti commerciali con l'estero (specie nel settore automobilistico) sono ricondotti dal nihonjinron non tanto a mere motivazioni economiche o politiche, ma quasi soltanto all'incapacità di Stati Uniti ed Europa di comprendere le caratteristiche proprie e profonde della cultura giapponese.

## Tratti caratteristici dei giapponesi secondo ilnihonjiron
L'obiettivo dei testi di nihonjinron è quello di mostrare le particolarità della cultura giapponese e dei giapponesi rispetto alle altre culture. Tali particolarità variano da testo a testo, ma è comunque possibile individuare quelle maggiormente citate.

### Omogeneità
La popolazione giapponese sarebbe omogenea etnicamente, geograficamente, economicamente. Non includerebbe quindi minoranze etniche o linguistiche, non presenterebbe rilevanti differenze da regione a regione, e, dal punto di vista sociale, la maggioranza della popolazione, apparterrebbe alla classe media, per cui i conflitti di classe tipici delle società europee sarebbero quasi assenti.
Anche quando viene ammessa la presenza di minoranze etniche, diversità tra le usanze locali nelle varie regioni o una polarizzazione economica della società, tali differenze interne sono giudicate dal nihonjinron trascurabili rispetto alla dominante omogeneità del Giappone.

### Armonia
L'individuo giapponese tenderebbe spontaneamente a conformarsi con l'ordine delle comunità umane che lo circondano: la famiglia, la ditta, l'intera nazione. Una tendenza chiamata anche "gruppismo" (集団主義: shūdanshugi) che spiegherebbe l'alto livello di coesione sociale, il basso livello di conflittualità sociale ed economica, i sacrifici che il singolo è disposto a fare per il bene collettivo. In tal modo sarebbe possibile spiegare il miracolo economico giapponese degli anni sessanta.
L'armonia è rivolta anche verso la Natura. L'individuo giapponese si adeguerebbe allo scorrere della Natura con una spontaneità sconosciuta alle culture di matrice europea. Ciò risulterebbe evidente nelle arti tradizionali giapponesi, come lo haiku o il sumie, nelle arti marziali, nello zen, tutte forme culturali il cui obiettivo è una fusione armonica tra il soggetto e il mondo circostante.

### Emotività ed empatia
I rapporti personali, in Giappone, sarebbero guidati non tanto da accordi impersonali e formali, ma da relazioni emotive dense di affettività. In particolare verrebbero privilegiati i rapporti verticali: tra giovane e anziano, tra novizio ed esperto, tra subordinato e superiore, dove il primo offre la sua dedizione e fedeltà, il secondo comprensione e paterna protezione.
L'emotività e l'empatia si rifletterebbero in una lingua che, per comunicare, privilegia il silenzio, i sottintesi, gli impliciti, le allusioni, rifuggendo le espressioni eccessivamente brusche e dirette.

### Irrazionalità
La mentalità giapponese si muove lungo strade, agli occhi degli stranieri, irrazionali, inspiegabili e incomprensibili. Alcuni autori nihonjinron affermano che la mentalità giapponese è dotata di una propria razionalità, comprensibile fino in fondo unicamente ai giapponesi, altri invece affermano che al nucleo della mentalità giapponese si trova l'assenza di una qualsiasi forma di razionalità. Il giapponese tenderebbe dunque a rifuggire modelli di pensiero astratti e razionali che cercano di afferrare la globalità delle cose, preferendo concentrarsi sui singoli casi concreti.

### Immutabilità della mentalità giapponese
Da segnalare infine che quasi tutti i testi nihonjinron concordano nel dichiarare queste caratteristiche come immutabili lungo il corso della storia giapponese e come determinanti per riuscire a spiegare ogni singolo aspetto della cultura giapponese. D'altra parte l'idea astratta della Storia come un processo lineare o come un progresso è estranea alla mentalità giapponese. Se, in alcune epoche, è possibile individuare l'ingresso in Giappone di elementi culturali estranei, questi vengono comunque e sempre assimilati e rimodellati secondo le categorie tipiche della mentalità nipponica. Secondo il nihonjinron, dunque, al di sotto di una superficie varia e cangiante rimarrebbe, saldo e intatto, il cuore ancestrale della cultura tradizionale giapponese.

## Critiche alnihonjinron
Sin dagli anni settanta diversi studiosi, giapponesi e non, hanno attaccato il nihonjinron, cercandone carenze e debolezze e includendolo solitamente nella più ampia categoria dell'Orientalismo.

### Inconsistenza del metodo
Il nihonjinron avrebbe basi teoriche deboli o pressoché nulle. Le affermazioni dei testi nihonjinron non si basano su dati statistici o indagini concrete, ma su liste di aneddoti sparsi, impressioni e esperienze personali dei lettori, esempi casuali ricavati dalla letteratura, dall'arte, dalla poesia, richiami alla cultura popolare come i proverbi o le canzoni tradizionali. L'intenzione del nihonjinron dunque non sarebbe quella di analizzare la società giapponese per verificare i propri assunti, ma di cercare unicamente quegli esempi che possano confermarli, ignorando gli eventuali controesempi, o liquidandoli come insignificanti.

### Asimmetria dei confronti
Il classico confronto presente nei testi nihonjinron è quello tra il Giappone e un "Occidente" che non viene chiarito nei suoi confini storici e geografici. Da una parte si ha così una singola entità nazionale (il Giappone), dall'altra parte un'area culturale e storica ben più ampia e complessa, che tuttavia verrebbe illegittimamente ridotta ad alcuni tratti stereotipati. Quasi del tutto ignorato, inoltre, il resto del mondo (Africa, America Latina, Arabia).

### Mistificazione linguistica
I testi nihonjinron userebbero la lingua giapponese per enfatizzare la particolarità di determinati elementi nipponici presenti invece anche in altre società. Ad esempio, la distinzione tra comportamenti pubblici e ambito privato viene presentata come "tipicamente giapponese" proponendola con i termini tatemae (建前: comportamento pubblico) e honne (本音: convinzione personale). O ancora, il conflitto tra dovere verso la società e sentimenti individuali, rinvenibile, ad esempio, anche nella tragedia greca, viene indicato come tipicamente giapponese adoperando i termini giri (義理: dovere sociale) e ninjō (人情: sentimenti umani).
Altra tendenza del nihonjinron è quella di individuare termini giapponesi dotati di una forte connotazione tradizionale, presentarli come "intraducibili" e affermare che in essi si ritrova l'essenza stessa della cultura giapponese. Un esempio noto è quello del termine kokoro (心), in origine "cuore" nel senso di muscolo cardiaco, oggigiorno indicante per metafora i propri sentimenti o l'essenza intima di qualcosa.
vedi anche: mistificazione

### Assenza di fondamenti
Il nihonjinron si presenterebbe come una forma rigida di determinismo culturale, secondo cui tutti i tratti dell'individuo e della società derivano dalla cultura in cui si trovano. Rimane irrisolta tuttavia la questione dell'origine delle specificità della cultura stessa. La questione, spesso tralasciata dai testi nihonjinron, quando affrontata conduce a forme di determinismo geografico: la cultura giapponese deriverebbe tutti i suoi elementi dal clima tipico del Giappone, o dalle forme di agricoltura imposte dal clima e dalla geografia del paese. Altri autori, invece, non esitano a ipotizzare che il popolo giapponese discenda da un ceppo di ominidi distinti dal resto della razza umana; ceppo che, lungo i millenni, non avrebbe mai subito fusioni con altri gruppi. Da notare in tal senso che diversi antropologi e storici giapponesi negano decisamente siano mai avvenute, anche in tempi antichi, migrazioni dal continente, attraverso la penisola coreana, sino in Giappone.

### Ideologismo
Il nihonjinron sarebbe, in realtà, un'operazione ideologica, sostenuta dalle università e dai mass-media giapponesi, per inculcare nella popolazione il consenso sociale e l'adesione alla norma, laddove ogni devianza dalla legalità non sarebbe vista come una semplice infrazione alla norma, ma come un inconcepibile tradimento della propria natura giapponese. Ancora, le tesi del nihonjinron consentirebbero un alibi per deresponsabilizzare la politica giapponese in ambito internazionale: i problemi economici tra il Giappone e l'estero o, anche, la Seconda guerra mondiale troverebbero in tal senso una scusante nell'impossibilità di comunicazione effettiva tra l'"Occidente" razionale, materialista e universalista e il Giappone emotivo, irrazionale e particolarista.

### Rifiuto della propria determinazione storica
Il nihonjinron, che pure pretenderebbe di individuare i caratteri immutabili e ancestrali della cultura giapponese, è un prodotto recente, figlio dell'incontro con la cultura straniera, da cui deriva le sue motivazioni e i suoi presupposti teorici. In tal senso il nihonjinron non sarebbe altro che una variante giapponese del nazionalismo, simile ai nazionalismi europei del XIX secolo.

## Risposte dei sostenitorinihonjinron
I sostenitori del nihonjinron rispondono ai loro critici secondo le seguenti modalità.

### Peculiarità nella somiglianza
È certo possibile trovare dei paralleli tra elementi culturali giapponesi e elementi culturali stranieri simili. Tuttavia, la somiglianza è solo apparente e superficiale. Ad esempio, anche in Giappone possono esistere forme di individualismo, ma si tratterebbe comunque di un individualismo tipicamente giapponese, al cui fondo, indagando con attenzione, è possibile trovare i tratti tipici della mentalità giapponese.

### Richiamo al relativismo culturale
I criteri con cui viene giudicato il nihonjinron sono comunque quelli della "razionalità occidentale", inapplicabili a una cultura altra come quella giapponese. Concetti come quelli di lotta di classe, conflitto sociale, individualismo, contratto sociale e simili, propri delle tradizioni europee e statunitensi non sono adeguati per comprendere il Giappone. Il Giappone può essere compreso avendo come base la mentalità giapponese stessa. Quindi quelle che i critici del nihonjinron vedono come debolezze teoriche e mancanza di metodo, sono un'ulteriore manifestazione dei tratti tipici della cultura giapponese, che procede per casi singoli e concreti, senza cercare una visione universale e astratta.

### Ideologismo delle critiche alnihonjinron
Le critiche al nihonjinron non sarebbero mosse da esigenze di oggettività scientifica, ma dall'intenzione di negare la specificità della cultura giapponese e di imporre come universali modelli di pensiero propri dell'"Occidente". Le critiche al nihonjinron dunque non sarebbero altro che la prosecuzione del colonialismo e dell'imperialismo con altri mezzi, nel tentativo di chiedere ai giapponesi "di smettere di essere giapponesi".